# Conchopus uvasima
Conchopus uvasima är en tvåvingeart som beskrevs av Sadao Takagi 1965. Conchopus uvasima ingår i släktet Conchopus och familjen styltflugor. Inga underarter finns listade i Catalogue of Life.